# Viva la Vida Tour
La Viva la Vida Tour va ser la quarta gira de concerts de la banda de rock britànica Coldplay. Es va llançar en suport del seu quart àlbum d'estudi, Viva la Vida o Death and All His Friends (2008), convertint-se en un èxit massiu de crítica i comerç. La gira va visitar Europa, Àsia, Oceania i Amèrica, consolidant la banda com una de les gires més grans del món. Segons Pollstar, la gira va recaptar 209,4 milions de dòlars amb 2.831.377 entrades venudes a 166 dates.
El muntatge de l'escenari va consistir en un escenari principal despullat i dues passarel·les; Coldplay també va actuar entre els membres del públic a la part del darrere del recinte en un set acústic especial. En lloc d'una pantalla de vídeo gegant a l'escenari, el grup va optar per sis PufferSpheres penjants gegants que mostraven imatges, vídeos i primers plans en streaming. El vocalista Chris Martin va qualificar els dispositius com les seves "boles màgiques". Durant la introducció, a tots els concerts es va tocar Al bell Danubi blau de Johann Strauss II just abans que la banda sortís a l'escenari. La gira va visitar arenes i estadis en diferents fases: A Londres, van visitar l'O2 Arena el 2008 i l'estadi de Wembley el 2009, amb un disseny d'escenari de mitja cúpula.
Coldplay va estar acompanyat per Oxfam i David Gibbin durant la gira. A cadascun dels llocs d'actuació es van col·locar voluntaris per explicar als assistents al concert com reduir la pobresa; el logotip i la pàgina web de l'organització van aparèixer a una de les lluminàries de les boles de llum durant cada espectacle. El 23 de juliol de 2008, Coldplay va oferir el seu segon concert al United Center de Chicago. En cadascun dels dos espectacles, la banda va rodar el vídeo musical de "Lost!" interpretant la cançó dues vegades. El 19 de setembre de 2008, Chris Martin va ser acompanyat pel pianista d'A-ha Magne Furuholmen al bolo a l'Oslo Spektrum, Oslo, per tocar una versió de la cançó d'A-Ha "Hunting High and Low".

## Visuals

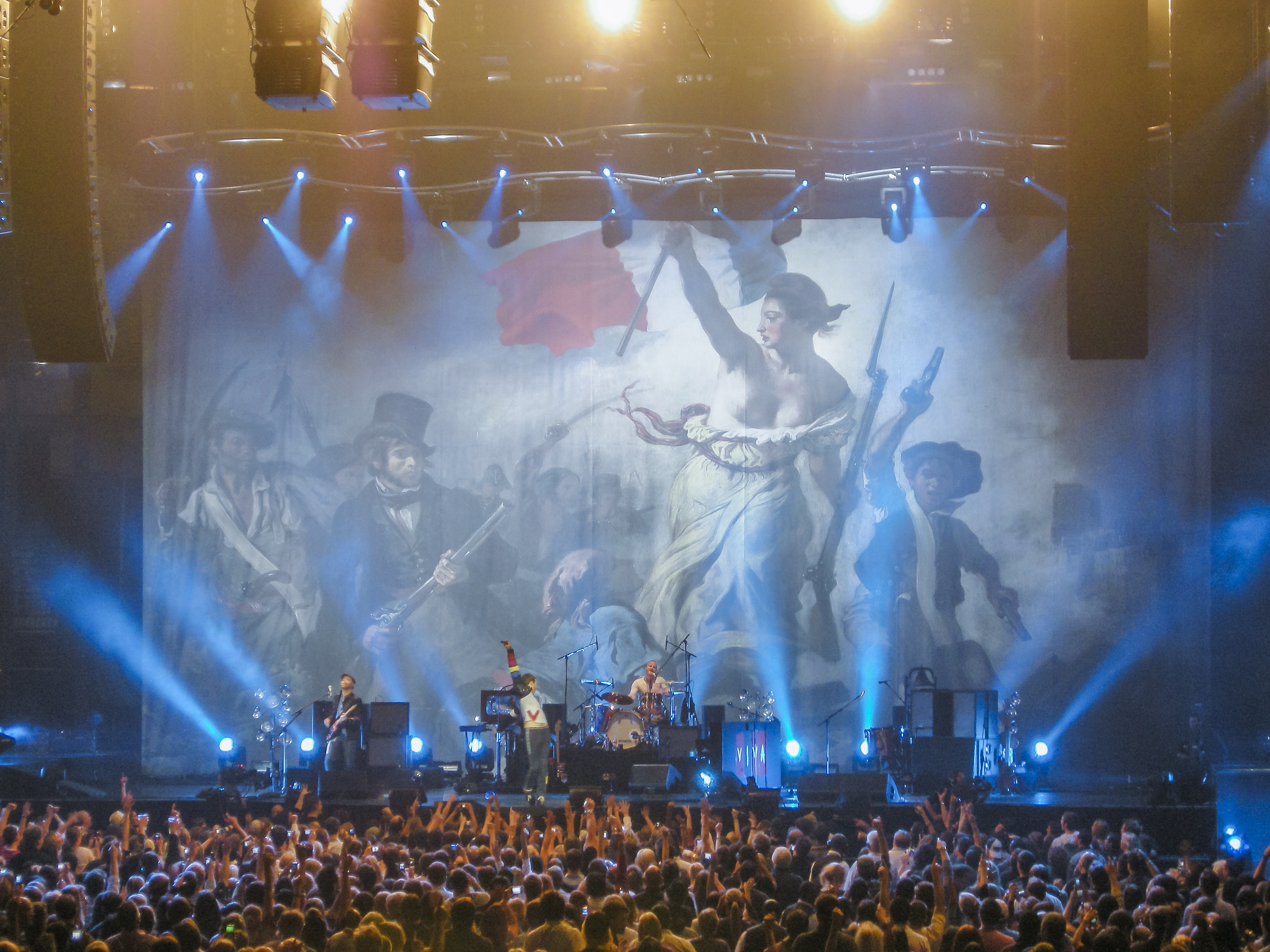
Viva la Vida Tour a Dallas, Texas

La introducció del concert començaria a l'espai abans de girar per mostrar la Terra i fer un zoom a vistes aèries del continent, el país, la ciutat i l'estadi on tindria lloc l'espectacle. La idea era que cada concert fos un espectacle en ell mateix, i no només una part de la gira. El tema còsmic es repeteix en diversos dels visuals, com Speed of Sound i Glass of Water. Aquesta última porta els assistents a un viatge per un sistema solar on les estrelles s'uneixen per formar un ull que es converteix en supernova i envolta la pantalla en flames. Tot i això, altres seccions de l'espectacle van ser completament diferents. "Lovers in Japan", un dels moments estel·lars des del punt de vista visual, utilitza una sèrie d'imatges d'arxiu i animacions a través de la pantalla del fons de l'escenari i al final plouen milers de papallones de confeti per tot el recinte. Per al número de tancament de l'espectacle, "Life in Technicolor II", les pintures creades per les il·lustracions de l'àlbum de Viva La Vida es van tractar amb efectes de roda dentada i projecció per crear un efecte vibrant, envoltant i colorit.

## Actes d'obertura
Hi va haver 34 actes secundaris per a la gira. Aquest foren:
| - The Blue Jackets (New York City) - Jon Hopkins (North America—Leg 1, select dates) - Shearwater (North America—Leg 1, select dates) - Santigold (North America—Leg 1, select dates) (Japan—February 2009) - Sleepercar (North America—Leg 1, select dates) - Duffy (North America—Leg 2, select dates) - Snow Patrol (North America—Leg 3, select dates) - Howling Bells (North America—Leg 3, select dates) (Europe—Leg 3, select dates) - Pete Yorn (North America—Leg 3, select dates) - Amadou and Mariam (North America—Leg 4, select dates) - Kitty Daisy & Lewis (North America—Leg 4, select dates) - Elbow (North America—Leg 4, select dates) (Ireland—September 2009) - Albert Hammond Jr (Europe—Leg 1) - The High Wire (Europe—Leg 2, select dates) - Eugene Francis Jnr and the Juniors and the Juniors (England—December 2008) - The Domino State (London—14 December 2008) - Kilians (Europe—Leg 3, select dates) | - Bat For Lashes (Europe—Leg 3, select dates) (South America) - The Flaming Lips (Europe—Leg 3, select dates) - White Lies (Europe—Leg 3, select dates) - Moi Caprice (Denmark—August 2009) - Datarock (Norway—August 2009) - Ministri (Italy—August 2009) - Pegasus (Switzerland—September 2009) - The Sunday Drivers (Spain—September 2009) - Miss Montreal (Netherlands—September 2009) - Girls Aloud (Britain (Scotland and England)—September 2009) - Jay-Z (Britain (Scotland and England)—September 2009) - La Roux (England—December 2009) - Decoder Ring (Australia) - Hollie Smith (New Zealand) - Mercury Rev (Australia) (New Zealand) (Asia—March 2009) - The Ting Tings (Japan—February 2009) - Vanguart (Brazil) |

## Repertori
| United Center, Chicago, 23 de juliol de 2008 |
| --- |
| Repertori principal: 1. "Life in Technicolor" 2. "Violet Hill" 3. "Clocks" 4. "In My Place" 5. "Viva la Vida" 6. "Yes" 7. "42" 8. "Fix You" 9. "Strawberry Swing" 10. "Chinese Sleep Chant" 11. "God Put a Smile upon Your Face" 12. "Speed of Sound" 13. "Yellow" 14. "Lost!" 15. "Lost!" (for the music video) 16. "The Scientist" 17. "Death Will Never Conquer" Encore: 1. "Politik" 2. "Lovers in Japan" 3. "Death and All His Friends" Encore 2: 1. "The Dubliners" 2. "Green Eyes" Font: |

| Estadi de Wembley, 18–19 de setembre de 2009 |
| --- |
| 1. "Life in Technicolor" 2. "Violet Hill" 3. "Clocks" 4. "In My Place" 5. "Glass of Water" 6. "Yellow" 7. "Cemeteries of London" 8. "42" 9. "Fix You" 10. "Strawberry Swing" 11. "God Put a Smile Upon Your Face" 12. "Talk" 13. "The Hardest Part" (acoustic) 14. "Postcards from Far Away" 15. "Viva la Vida" 16. "Lost+" (with Jay-Z.) 17. "Rhyming Song" (acoustic) 18. "Death Will Never Conquer" 19. "Trouble" 20. "Billie Jean" (acoustic) (Michael Jackson cover) Encore: 1. "Politik" 2. "Lovers in Japan" 3. "Death and All His Friends" Encore 2: 1. "The Scientist" 2. "Life in Technicolor ii" |

| Estadio Monumental, Buenos Aires, 26 de febrer de 2010 |
| --- |
| 1. "Life in Technicolor" 2. "Violet Hill" 3. "Clocks" 4. "In My Place" 5. "Parachutes" 6. "Yellow" 7. "Glass of Water" 8. "42" 9. "Fix You" 10. "Strawberry Swing" 11. "God Put a Smile Upon Your Face" 12. "Talk" 13. "The Hardest Part" (acoustic) 14. "Postcards From Far Away" 15. "Viva La Vida" 16. "Lost!" 17. "Shiver" (acoustic) 18. "Death Will Never Conquer" 19. "Don Quixote" Encore: 1. "Politik" 2. "Lovers in Japan" 3. "Death and All His Friends" Encore 2: 1. "The Scientist" 2. "Life in Technicolor ii" Font: |